# Шепетин
Шепе́тин — село в Україні, у Смизькій селищній громаді Дубенського району Рівненської області. Населення становить 569 осіб.

## Географія
Селом тече річка Людомирка.

## Герб
У золотому щиті з вузькою лазуровою базою два зелені співобернені дубові листи, що супроводжуються в правому верхньому кутку червоним лапчастим хрестом.

## Населення

### Мова
Розподіл населення за рідною мовою за даними перепису 2001 року:
| Мова            | Кількість | Відсоток |
| --------------- | --------- | -------- |
| українська      | 606       | 99.51%   |
| російська       | 2         | 0.33%    |
| інші/не вказали | 1         | 0.16%    |
| Усього          | 609       | 100%     |

## Історія
У 1906 році село Судобицької волості Дубенського повіту Волинської губернії. Відстань від повітового міста 27 верст, від волості 12. Дворів 74, мешканців 518.
7 (20) листопада 1917 року, відповідно до Третього Універсалу Української Центральної Ради, увійшло до складу Української Народної Республіки.
Релігійна громада УПЦ -КП.
12 червня 2020 року, відповідно до розпорядження Кабінету Міністрів України № 722-р від «Про визначення адміністративних центрів та затвердження територій територіальних громад Рівненської області», увійшло до складу Смизької селищної громади.
19 липня 2020 року, в результаті адміністративно-територіальної реформи та ліквідації  Дубенського (1939—2020) району, село увійшло до складу новоутвореного Дубенського району.